# Yutaka Ikeuchi
Yutaka Ikeuchi (jap. 池内 豊 Ikeuchi Yutaka; ur. 25 sierpnia 1961) – japoński piłkarz, reprezentant kraju.

## Kariera klubowa
Od 1980 do 1993 roku występował w klubach: Toyoda Automatic Loom Works i Fujita Industries.

## Kariera reprezentacyjna
W reprezentacji Japonii zadebiutował w 1983. W reprezentacji Japonii występował w latach 1983–1985. W sumie w reprezentacji wystąpił w 8 spotkaniach.

## Statystyki
| Reprezentacja Japonii | Reprezentacja Japonii | Reprezentacja Japonii |
| Rok                   | Mecze                 | Gole                  |
| --------------------- | --------------------- | --------------------- |
| 1983                  | 3                     | 0                     |
| 1984                  | 1                     | 0                     |
| 1985                  | 4                     | 0                     |
| Razem                 | 8                     | 0                     |